# Обергеклер
Обергеклер (нім. Obergeckler) — громада в Німеччині, розташована в землі Рейнланд-Пфальц. Входить до складу району Бітбург-Прюм. Складова частина об'єднання громад Зюдайфель.
Площа — 6,35 км2. Населення становить 147 ос. (станом на 31 грудня 2020).